# ヘンリー・ウルティア
ヘンリー・アレクサンデル・ウルティア・ロドリゲス（Henry Alexander Urrutia Rodríguez, 1987年2月13日 - ）は、キューバ共和国ラス・トゥーナス州出身のプロ野球選手（外野手）。右投左打。メキシカンリーグのサルティーヨ・サラペメーカーズ所属。

## 経歴
2005年にセリエ・ナシオナル・デ・ベイスボルのレニャドレス・デ・ラス・トゥーナスでプレーする。
2010年に亡命を計るも失敗し、セリエ・ナシオナル・デ・ベイスボルから追放となった。
2011年9月にハイチに亡命した。その後、ボルチモア・オリオールズと契約を結んだ。
2013年7月20日にメジャーデビューを果たした。メジャー1年目は、主に指名打者として24試合に出場し、16安打を放って打率.276を記録。メジャー初長打となる三塁打を放ったが、早打ちで四球は選ばなかった。
2014年3月11日にオリオールズと1年契約に合意した。この年は、メジャーでの試合出場はなかった。マイナーでは、ルーキー級ガルフ・コーストリーグ・オリオールズとAAA級ノーフォーク・タイズの2球団合計で65試合に出場し、打率.253・19打点という成績をマーク。65試合で8四球と早打ち傾向は変わらず、大リーグ入り後初めて本塁打もなかった年となった
2015年は2シーズンぶりにメジャーの舞台に戻り、10試合に出場して打率.265を記録、またメジャー初本塁打も放った。守備では左翼手を8試合守り、失策なくこなした。
2016年は、開幕はマイナー・オプションでAAA級ノーフォークに配属されたが、3月16日にAA級ボウイ・ベイソックスに降格し、7月19日にDFAとなり、7月28日にマイナー契約でAA級ボウイに配属された。
2017年は、AAA級ノーフォークで迎えたが、5月25日に自由契約となった。6月14日、ボストン・レッドソックスとマイナー契約を結び、AA級ポートランド・シードッグスに配属された。
2018年2月2日にメキシカンリーグのメキシコシティ・レッドデビルズと契約。8月16日にトレードでオアハカ・ウォーリアーズに移籍。
2019年4月4日にメキシカンリーグのティフアナ・ブルズと契約。6月4日にトレードでサルティーヨ・サラペメーカーズに移籍。
2022年は全90試合に出場。打率.420、25本塁打、88打点の成績で、リーグ首位打者のタイトルを獲得した。

## 詳細情報

### 年度別打撃成績
| 年 度    | 球 団    | 試 合 | 打 席 | 打 数 | 得 点 | 安 打 | 二 塁 打 | 三 塁 打 | 本 塁 打 | 塁 打 | 打 点 | 盗 塁 | 盗 塁 死 | 犠 打 | 犠 飛 | 四 球 | 敬 遠 | 死 球 | 三 振 | 併 殺 打 | 打 率 | 出 塁 率 | 長 打 率 | O P S |
| -------- | -------- | ----- | ----- | ----- | ----- | ----- | -------- | -------- | -------- | ----- | ----- | ----- | -------- | ----- | ----- | ----- | ----- | ----- | ----- | -------- | ----- | -------- | -------- | ----- |
| 2013     | BAL      | 24    | 58    | 58    | 5     | 16    | 0        | 1        | 0        | 18    | 2     | 0     | 0        | 0     | 0     | 0     | 0     | 0     | 11    | 2        | .276  | .276     | .310     | .586  |
| 2015     | BAL      | 10    | 36    | 34    | 3     | 9     | 1        | 0        | 1        | 13    | 6     | 0     | 0        | 0     | 0     | 2     | 0     | 0     | 3     | 1        | .265  | .306     | .382     | .688  |
| MLB：2年 | MLB：2年 | 34    | 94    | 92    | 8     | 25    | 1        | 1        | 1        | 31    | 8     | 0     | 0        | 0     | 0     | 2     | 0     | 0     | 14    | 3        | .272  | .287     | .337     | .624  |

- 2018年度シーズン終了時

### 年度別守備成績
| 年 度 | 球 団 | 左翼（LF） | 左翼（LF） | 左翼（LF） | 左翼（LF） | 左翼（LF） | 左翼（LF） |
| 年 度 | 球 団 | 試 合      | 刺 殺      | 補 殺      | 失 策      | 併 殺      | 守 備 率   |
| ----- | ----- | ---------- | ---------- | ---------- | ---------- | ---------- | ---------- |
| 2013  | BAL   | 2          | 0          | 0          | 0          | 0          | .---       |
| 2015  | BAL   | 8          | 14         | 1          | 0          | 0          | 1.000      |
| 通算  | 通算  | 10         | 14         | 1          | 0          | 0          | 1.000      |

- 2018年度シーズン終了時

### 背番号
- 51 (2013年、2015年)